# Heizmannia menglianensis
Heizmannia menglianensis is een muggensoort uit de familie van de steekmuggen (Culicidae). De wetenschappelijke naam van de soort is voor het eerst geldig gepubliceerd in 1986 door Lu & Gong.